# جوزف ولنتاین
جوزف ولنتاین (به انگلیسی: Joseph A. Valentine) فیلمبردار ایتالیایی-آمریکایی سینمای هالیوود که برنده جایزه اسکار بهترین فیلمبرداری سال ۱۹۴۸ شد

## برگزیده فیلمشناسی
- سه دختر زرنگ (۱۹۳۶)
- یکصد مرد و یک دختر (۱۹۳۷)
- Wings over Honolulu (۱۹۳۷)
- First Love (۱۹۳۹)
- Mad About Music (۱۹۳۸)
- رژه بهاری (۱۹۴۰)
- مرد گرگ‌نما (۱۹۴۱)
- سایه یک شک (۱۹۴۳)
- تسخیرشده (۱۹۴۷)
- ژاندارک (۱۹۴۸)